# كلفن كيبتوم
كلفن كيبتوم (من مواليد 2 ديسمبر 1999 - 
11 فبراير 2024)، هو عداء كيني، يشارك في مسابقات الماراثون، ويعد ثالث رجل في التاريخ يركض لساعتين ودقيقتين خلال مشاركته في ماراثون فالنسيا عام 2022. كما فاز في ماراثون لندن 2023، في أول ظهور له في ماراثون عالمي، وحل كثاني عداء في التاريخ يفوز بالماراثون في مدة لا تتجاوز ساعتين ودقيقة و25 ثانية، بفارق 16 ثانية عن الرقم القياسي المسجل.

## مسيرته المهنية
في أول مشاركة دولية له، حل كيبتوم في المركز الخامس في في مارس 2019 عندما احتل المركز الخامس في نصف ماراثون لشبونة في مارس 2019 بـ 59 دقيقة و54 ثانية. وفي ديسمبر 2020، حقق أفضل رقم شخصي له في ذات الماراثون، واحتل المركز السادس بـ 58 جقيقة و42 ثانية. وفي عام 2021، فاز بالمركز الأول في ماراثون لينس بـ 59 دقيقة 35 ثانية، وحل في المركز الثامن في ماراثون فالنسيا بركضه لمدة 59 دقيقة وثانيتين.
في الرابع من ديسمبر 2022، حقق كيبتوم انجازاً قياسياً بعد أن نجح في الفوز بمارثون فالنيسيا، بقطعه 26.2 ميل في ساعتين ودقيقتين لينضم إلى مواطنه إليود كيبشوج. وتغلب كيبتوم بأكثر من دقيقة على بطلة العالم في ماراثون 2022 تاميرات تولا.
وفي ماراثون لندن، الذي أقيم في 23 أبريل 2023، سجل كيبتوم ثاني أسرع جري في المارثون، الذي قطع فيه 30 كيلو متر في مدة لا تتجاوز الساعتين ودقيقة و25 ثانية، وهو رقم قياسي جديد، كما حقق رقماً قياسياً آخر بهزيمته لصاحب المركز الثاني جيفري كامورور بتفوقه بثلاث دقائق، وحرمت 16 ثانية كيبتوم من كسر الرقم القياسي العالمي.

## حياته الشخصية
كان كيبتوم متزوجًا من أسينات روتيتش وأنجبا ولدين.

### وفاته
في 11 فبراير 2024 الساعة 11 مساءً، توفي كيبتوم عن عمر ناهز الرابعة والعشرين، في حادث مروري بالقرب من كابتاغات في كينيا، والذي توفي فيه أيضًا مدربه جيرفيس هاكيزيمانا.

## إنجازات
- 10000 متر - 28: 27.87 ( ستوكهولم 2021)
- 10 كيلومترات - 28:17 ( أوتريخت 2019)
- نصف الماراثون - 58:42 ( فالنسيا 2020)
- ماراثون - 2:01:25 ( لندن 2023)